# Keatite
La keatite è un minerale scoperto nel 2013 nel massiccio di Kökşetaw in Kazakistan. È un polimorfo tetragonale della silice prima creato artificialmente poi scoperto in natura nel clinopirosseno a pressione ultra-alta.